# Аталарик
Аталарик (рођен 516, умро 534. године) је био краљ Острогота у Италији, син Еутхарика и Амаласунте и унук Теодорика Великог.
Постао је трећи варварски краљ Италије кад му је умро деда Теодорик Велики 526. године. Отац му је умро прије тога.
Пошто је Аталарик имао притом само 10 година, његова мајка Амаласунта је постала регент. 
Мајка је покушала да му обебеди образовање у духу римске традиције, али готско племство се томе опирало и захтевало је да они имају утицај. За те још увек варваре образовање је било небитно. Они су захтевали да краљ буде ратнички обучен, а и да пије као остали варвари. Тај утицај је довео до тога да је Аталарик постао превише одан пороцима (претјераном опијању), што га је физички угрозило, тако да је умро јако млад 534. године.